# Frida Kahlo & Tina Modotti
Frida Kahlo & Tina Modotti è un documentario cortometraggio del 1983 diretto da Laura Mulvey e Peter Wollen e basato sulla vita della pittrice messicana Frida Kahlo e la "rivalità" con la fotografa, attrice e rivoluzionaria italiana Tina Modotti.

## Trama
Il documentario, dei primi anni ‘80, racconta la vita e le opere della celebre e amata pittrice Frida Kahlo e della fotografa Tina Modotti. Autori del documentario sono Laura Mulvey e Peter Wollen, filmmaker che nel 1982 curarono alla Whitechapel Gallery di Londra una mostra dedicata ad entrambe le artiste, icone di quello che è stato soprannominato il “Rinascimento Messicano”. La fotografa e attivista italiana, nata ad Udine nel 1896, si dedicò attivamente alla causa rivoluzionaria in Messico. Come modella e fotografa ufficiale del movimento muralista messicano, conobbe Diego Rivera e fu proprio grazie a quest’ultimo che nel 1928 conobbe Frida Kahlo. Il rapporto tra questi tre grandi protagonisti dell’arte e della fotografia messicana è stato alquanto controverso, dalle tinte di un vero e proprio triangolo amoroso.
Ma al di là di gossip e tradimenti, l’amicizia di Tina Modotti e Frida Kahlo si trasforma ben presto in qualcosa che va oltre il semplice sodalizio artistico. Due donne forti e appassionate, straordinarie. Accomunate da una grande sensibilità artistica, dalla passionalità e dall’amore e, soprattutto, dalla lotta politica. E proprio questa stessa passione e missione politica finirà per allontanarle, laddove Tina Modotti, comunista convinta, non riuscirà ad accettare le posizioni più contraddittorie di Rivera e se ne discosterà, finendo con l’allontanarsi anche dall’amica Frida.
Il documentario non solo analizza i dipinti della Kahlo e le fotografie della Modotti, ma contiene anche immagini e ricostruzioni che ci mostrano la vita quotidiana dell’epoca, filmini girati nella Casa Blu che Frida divideva con Diego Rivera, e alcuni spezzoni del film hollywoodiano The Tiger’s Coat, dove possiamo vedere una insolita Tina Modotti in veste di attrice.